# Liste von Bienenbrunnen
In dieser Liste sind Bienenbrunnen aufgeführt, also Brunnen im öffentlichen Raum, die Bienen zum Thema haben.

## Deutschland
| Bezeichnung               | Bild | Standort                | Bundesland        | Künstler      | Errichtung Einweihung | Weitere Informationen                              |
| ------------------------- | ---- | ----------------------- | ----------------- | ------------- | --------------------- | -------------------------------------------------- |
| Bienenbrunnen (Stuttgart) |      | Stuttgart-Wangen (Lage) | Baden-Württemberg | Josef Zeitler | 1945                  | Siehe auch Kunst im öffentlichen Raum in Stuttgart |

## Weitere
| Bezeichnung                                         | Bild           | Standort                                                         | Staat      | Künstler             | Errichtung Einweihung | Weitere Informationen |
| --------------------------------------------------- | -------------- | ---------------------------------------------------------------- | ---------- | -------------------- | --------------------- | --- |
| Bienenbrunnen (Rom) (italienisch Fontana delle Api) | weitere Bilder | Rom, im Norden der Piazza Barberini (Lage)                       | Italien    | Gian Lorenzo Bernini | 1644                  | Der Zierbrunnen wurde für Papst Urban VIII. geschaffen                                                                                |
| Bienenbrunnen (Hagenau)                             | weitere Bilder | Hagenau, vor der Kirche St. Georg (Lage)                         | Frankreich |                      | 18. Jahrhundert       | Der Bienenbrunnen wurde von 1760 bis 1777 für das Kloster Neubourg geschaffen. Siehe auch Liste der Monuments historiques in Haguenau |
| Bienenbrunnen (Rom)                                 |                | Rom, zwischen Piazza Adriana und Tiber (Lage)                    | Italien    |                      |                       | |
| Bienenbrunnen (Vatikan)                             |                | Rom, Vatikan, neben der Kirche Sant’Anna dei Palafrenieri (Lage) | Italien    |                      |                       | Ein Bienenbrunnen aus der Zeit von Papst Urban VIII. (1623–1644).                                                                     |